# 須藤新吉
須藤 新吉（すどう しんきち、1881年〈明治14年〉7月4日 - 1961年〈昭和36年〉12月21日）は、日本の哲学者、論理学者、心理学者。第一高等学校名誉教授。

## 略歴
新潟県中蒲原郡能登村（現 新潟市南区能登）出身。1901年（明治34年）3月に新潟中学校を卒業、1905年（明治38年）7月に第三高等学校を卒業、1908年（明治41年）7月に東京帝国大学文科大学哲学科（心理学専修）を卒業。
1908年（明治41年）10月から1910年（明治43年）7月まで、浦和中学校に嘱託教師として勤務。1909年（明治42年）9月から1914年（大正3年）7月まで、東京帝国大学文科大学大学院で心理学を研究（「リズムノ生理心理的研究」）。
1915年（大正4年）に第三高等学校講師を嘱託され、独語を担当、1916年（大正5年）12月から論理学と心理学も担当、1917年（大正6年）2月17日に第三高等学校教授に任官、1920年（大正9年）から論理学と心理学のみを担当。
1922年（大正11年）3月25日に第三高等学校を依願退官、第一高等学校講師を嘱託され、独語を担当、1924年（大正13年）9月24日に第一高等学校教授に任官、10月から論理学も担当。
1930年（昭和5年）8月に第一高等学校第一文学科主任教授に就任、9月から心理学も担当。
1942年（昭和17年）5月6日に第一高等学校を依願退官、第一高等学校講師を嘱託され、心理学を担当。
1950年（昭和25年）3月24日に第一高等学校が閉校、玉川大学教授に就任、哲学と論理学と心理学を担当。

## 人物
須藤新吉は温厚な先生として学生たちから慕われていた。
第一高等学校で須藤新吉の教え子だった中村元は須藤新吉のことを、温厚で、心温かく、情深く、物腰が丁寧で、学生を叱ったり怒ったりすることが一度もなく、「どこまでも親切であられた」と述べている。
中村元の先輩は「須藤新吉先生という方はなぁ、おめえ、たいへん立派な先生なんじゃぞ！　われわれと会っても、先生のほうから挨拶してくださる、丁寧な先生なんじゃ。先生の名前は、ご本や辞典や参考書にまで出ているほど大学者なんじゃ」と述べている。
中村元が、1943年（昭和18年）3月31日に30歳で東京帝国大学助教授に任官した時、挨拶をしに須藤新吉を訪問すると、「温かい言葉で包容するようにして、勉強に向かう心を起こさせてくれた」という。
中村元は須藤新吉から、学問は万人に納得されうるものでなければならないこと、学問の根本は論理であることを教示され、このことが自分の研究や活動に計り知れないほど強い影響を与えたと述べており、須藤新吉の著書『論理學綱要』の改版が出版される時（1949年〈昭和24年〉）、『論理學綱要』の「因明」の部分の執筆を依頼されたのは「わたくしにとって至上の喜びであった」と述べている。
中村元が、晩年、須藤新吉の『論理学綱要』を西洋の論理学の糸口として、ダルマキールティの『論理学小論』（『ニヤーヤ・ビンドゥ〈正理一滴〉』）を東洋の論理学の糸口として、東西の論理学を比較考察し、普遍的な論理学の構築を目指して執筆していた時、中村元は須藤新吉のことを「今その前方に、高く聳えて手を向けて招いてくださっている」、「わたくしの導き手であり、闇夜の灯明のような方である」と述べている。
須藤新吉の第一高等学校退官を記念して、10人の教え子が須藤新吉に捧げる論文集『ロゴスとパトス 論理學・心理學諸硏究』と『哲學的文化』を上梓した。
須藤新吉は1926年（大正15年）に故郷の白根町の白根図書館に書籍39冊（価格100円〈当時〉）を寄贈している。

## 栄典・表彰
- 1940年（昭和15年）11月10日 - 紀元二千六百年祝典記念章[18]
- 1941年（昭和16年）11月11日 - 勲四等瑞宝章[19]
- 1942年（昭和17年）05月13日 - 正四位[20]
- 1961年（昭和36年）12月21日 - 勲四等旭日小綬章[21]

## 主な教え子
- 小川鼎三 - 解剖学者、東京大学名誉教授。1919年（大正8年）9月第三高等学校入学、1922年（大正11年）3月卒業。須藤新吉から聞いたヴントの心理学に強くひかれ、脳の生理学を専攻したいと思い、そのために脳の解剖学を志す[22]。
- 喜多野清一 - 社会学者、大阪大学名誉教授。
- 村田可朗 - 実業家、元中国電力副社長。
- 山口誓子 - 俳人。
- 大脇義一 - 心理学者、東北大学名誉教授。
- 齋藤晌 - 哲学者、東洋大学名誉教授、明治大学名誉教授。
- 川田熊太郎 - 哲学者、駒澤大学名誉教授。
- 市川秀雄 - 刑法学者、中央大学名誉教授。
- 下田弘 - 哲学者、武蔵工業大学名誉教授。
- 宇野精一 - 儒学者、東京大学名誉教授。
- 中村元 - インド哲学者、仏教学者、東京大学名誉教授、松江市名誉市民。
- 岩崎武雄 - 哲学者、東京大学名誉教授。中村元の級友で、中村元とともに須藤新吉の家で馳走になる[23]。
- 林健太郎 - 歴史学者、東京大学名誉教授、第20代東京大学総長。
- 海原治 - 警察・防衛官僚、軍事評論家。
- 長谷川泉 - 文芸評論家、元医学書院社長。
- 大野晋 - 国語学者、学習院大学名誉教授。須藤新吉に論理学の本を紹介してもらったら、それはドイツ語の本で、和訳書を尋ねると、「あなた、原語で読む方がずっと分りようございますよ」と丁寧に優しく勧められ、閉口してしまう[24]。

## 親族
- 須藤時俊 - 父[25]、新潟県中蒲原郡白根町第3・4代町長、元新潟県会議員。その生涯を郷土「白根」の発展に捧げ、その功績が石碑「須藤翁碑」に刻まれ[注 6][注 7]、その名前が道路「須藤小路」に残る[28][注 8]。
- 須藤俊男 - 長男、鉱物学者、東京教育大学名誉教授。1929年（昭和4年）3月高千穂中学校卒業、1932年（昭和7年）3月成蹊高等学校卒業、1933年（昭和8年）4月東京帝国大学理学部鉱物学科入学、1936年（昭和11年）3月同大学卒業。
- 須藤泰男 - 次男、心理学者、元玉川大学文学部教授。

## 著作物

### 著書
- 『ヴントの心理學』初版、内田老鶴圃、1915年。
  - 『ヴントの心理學』第2版、内田老鶴圃、1917年。
  - 『ヴントの心理學』第7版、内田老鶴圃、1924年。
- 『論理學通論』初版、内田老鶴圃、1925年。
  - 『論理學通論』初版、内田老鶴圃、1925年。
- 『論理學綱要』初版、内田老鶴圃、1926年。
  - 『論理學綱要』改稿、内田老鶴圃、1937年。
  - 『論理學綱要』改刻、内田老鶴圃、1949年。
  - 『論理学綱要』改訂、内田老鶴圃新社、1971年。

### 論文
- CiNii収録論文 - CiNii